# Hadjout
Pour les articles homonymes, voir Marengo.
 (octobre 2011).
Si vous disposez d'ouvrages ou d'articles de référence ou si vous connaissez des sites web de qualité traitant du thème abordé ici, merci de compléter l'article en donnant les références utiles à sa vérifiabilité et en les liant à la section « Notes et références ».
Hadjout (en arabe : حجـوط ; en berbère : ⵃⴰⵊⵊⵓⵟ), anciennement Marengo durant la période d'occupation française, est une commune de la wilaya de Tipaza, en Algérie.

## Géographie

### Situation
La commune de Hadjout est située au centre-nord de l'Algérie, à proximité du littoral méditerranéen, à 85 km au sud-ouest d'Alger, à 12 km au sud de Tipaza, à 28 km au sud-est de Cherchell, à 38 km à l'ouest de Blida et à 54 km au nord-ouest de Médéa.
Elle est limitrophe des communes de Tipaza, Nador, Sidi Amar, Merad, Bourkika et Sidi Rached.
| Sidi Amar       | Tipaza  | Sidi Rached          |
| Sidi Amar Merad | Hadjout | Sidi Rached Bourkika |
| Merad           | Merad   | Bourkika             |

Les coordonnées géographiques de la commune au point central de son territoire valent respectivement 36° 30' 45" Nord et 2° 24' 49" Est. Sa superficie est de 29,3 km2.

### Relief, géologie, hydrographie
La commune de Hadjout est située dans la plaine de la Mitidja, une des plus importantes plaines d'Algérie, à vocation essentiellement agricole. La Mitidja ouest comprend les communes de la Chiffa, Mouzaia, Bou Roumi, El Affroun, Ameur el Ain et Hadjout, toutes placées au pied de l'Atlas.

### Climat
Le climat est de type méditerranéen, caractérisé par un été chaud et sec et un hiver doux et humide. La température moyenne est de 10 °C en janvier et de 30 °C en été.

### Transports
Hadjout possède une grande gare routière assurant des liaisons inter-wilayas, plus une gare urbaine garantissant notamment des liaisons entre Hadjout et les autres localités.
Le réseau de transport routier de la commune comprend essentiellement trois routes nationales : la route nationale 42, permettant de relier Nador au nord et El Affroun et plus loin Chiffa au sud-est, la route nationale 42A, permettant de rejoindre Boumedfaa au sud, et la route nationale 67 permettant de relier essentiellement au nord-est Koléa et plus loin Tessala El Merdja.

### Lieux-dits, quartiers et hameaux
Outre son chef-lieu Hadjout-ville, la commune de Hadjout est composée des localités suivantes : Sidi Boufadhel, Bordj el Arbâa, Sidi Zid Nord, Sidi Slimane, Errahaba, Bouyersane Nord, Le Moulin, Bouchakour et Sidi M'Hamed El Hadj.

### Urbanisme
C'est une ville dite coloniale par son tracé et son architecture de type français, doublée de la ville nouvelle.
En 1927, l’abreuvoir et le bassin semi-circulaire qui occupaient la croisée des deux voies principales ont disparu pour faire place au monument aux morts qui est le centre-ville de Hadjout. 

## Toponymie
Le nom actuel de la ville provient du nom de la tribu des Hadjoutes qui habitaient la région, lui même provient du berbère ⴰⵃⴰⵊⵊⵓⵟ, soit ahajjout qui veut dire limace.

## Histoire

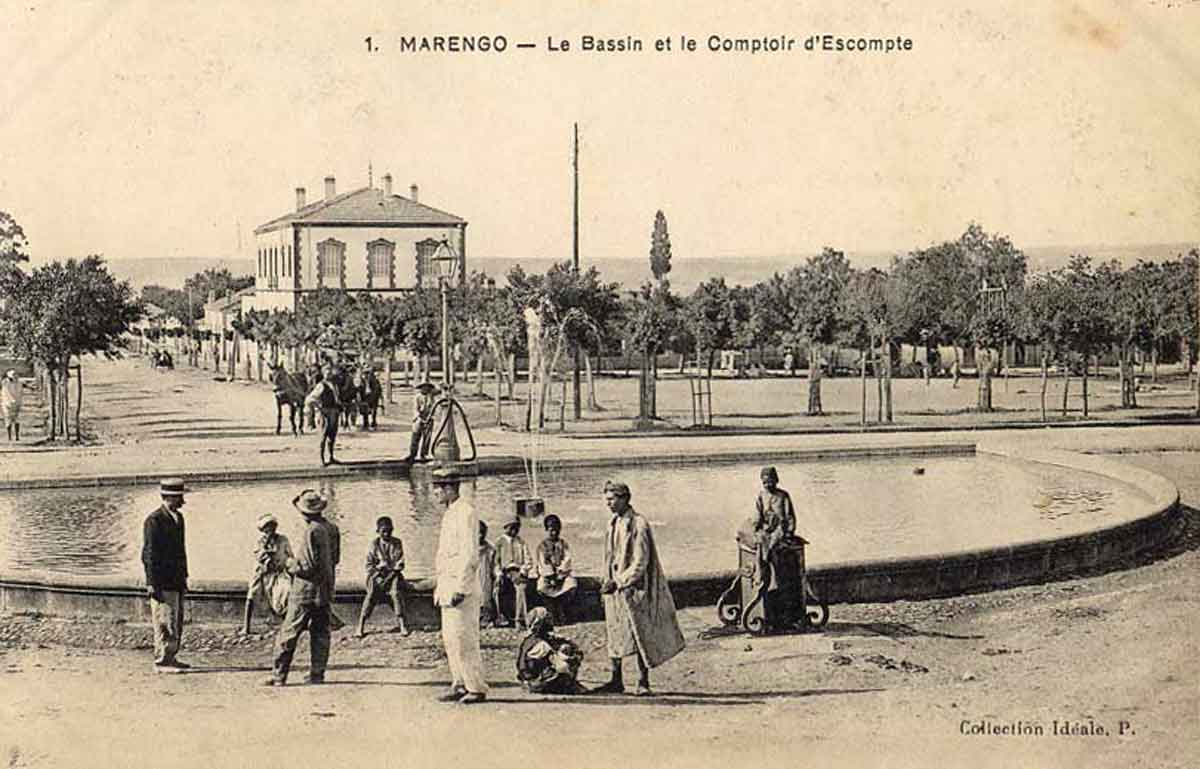
En 1927, l’abreuvoir et le bassin semi-circulaire qui occupaient la croisée des deux voies principales ont disparu et ont laissé place au Monument aux morts de la guerre de 1914-1918 qui marquaient le centre-ville de Marengo (aujourd'hui Hadjout).

Le 17 septembre 1848, le village est nommé Marengo. Le plan du village est signé par le capitaine du génie Victor-Esprit de Malglaive le 29 décembre 1849. Par décret en date du 11 février 1851 que Louis-Napoléon Bonaparte, président de la République française, signa, on confirma à ce village de colons le nom de Marengo, pour honorer le dévouement du colonel Gaspard-Joseph-Marie Caponne dit « colonel Marengo » (1787-1862) qui participa aux épopées napoléoniennes et à la campagne d'Algérie, et surnommé ainsi de ce fait.
En 1958, la commune fait partie du département d'Alger.
Après l'indépendance, elle prend le nom de Hadjout.

## Démographie
Marengo comptait en 1926, 5 217 habitants, dont 1 200 Français d’origine. La population augmente ensuite rapidement du fait des naissances d’Algériens de souche, de l’attraction du centre, puis lors de la guerre d’Algérie, de l’afflux tant européen qu'algérien vers un lieu plus sûr. 
Au recensement de 1954, la commune compte 13 400 habitants dont 2 456 Français, 122 étrangers et 10 822 Algériens. En 1960, d’après les chiffres communiqués par M. Frachon, environ 19 500 habitants, 3 500 Européens et 16 000 musulmans. Les Européens comptent au total 812 familles (moyenne 3,10 par famille) ; les musulmans 2 444 familles (moyenne 4,52 par famille). La densité de la population est alors de 125,76 habitants au kilomètre carré.
Après l’indépendance de l’Algérie en 1962, la commune est rebaptisée Hadjout (du nom d'une tribu locale) et compte 10 000 habitants.
Au recensement de 1998, la commune de Hadjout compte 44 065 habitants.
En 2008, la population de la commune est de 48 561 habitants.

## Maires de Hadjout
- 2017 M’hamed Gassaf[6].

## Économie
Hadjout est connue essentiellement pour son côté agricole, elle est l'une des villes des plus importantes de la Metidja.
Un marché quotidien d'une superficie de 11 500 m2, attire par son importance la clientèle des wilayas environnantes. Il se tient à la sortie ouest de la ville.
Un marché couvert communal a été construit durant la période coloniale, en 1935.
Hormis le côté agricole, Hadjout dispose aussi d'une importante zone industrielle pour la région à la sortie nord de la ville, et plusieurs concessionnaires de véhicules des grandes marques françaises, japonaises, coréennes et chinoises se sont installés dans la ville.

## Vie quotidienne

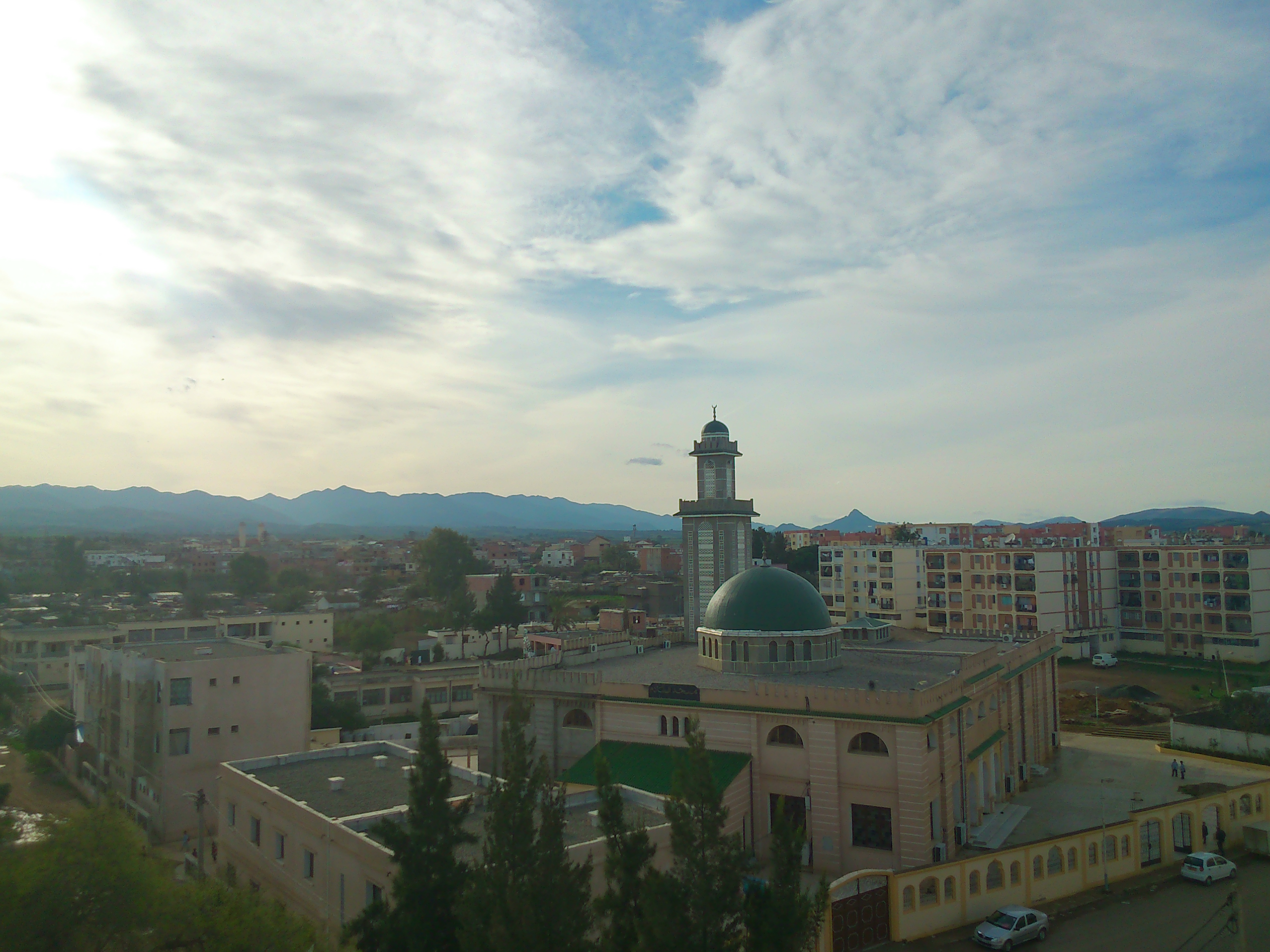

### Lieux de culte

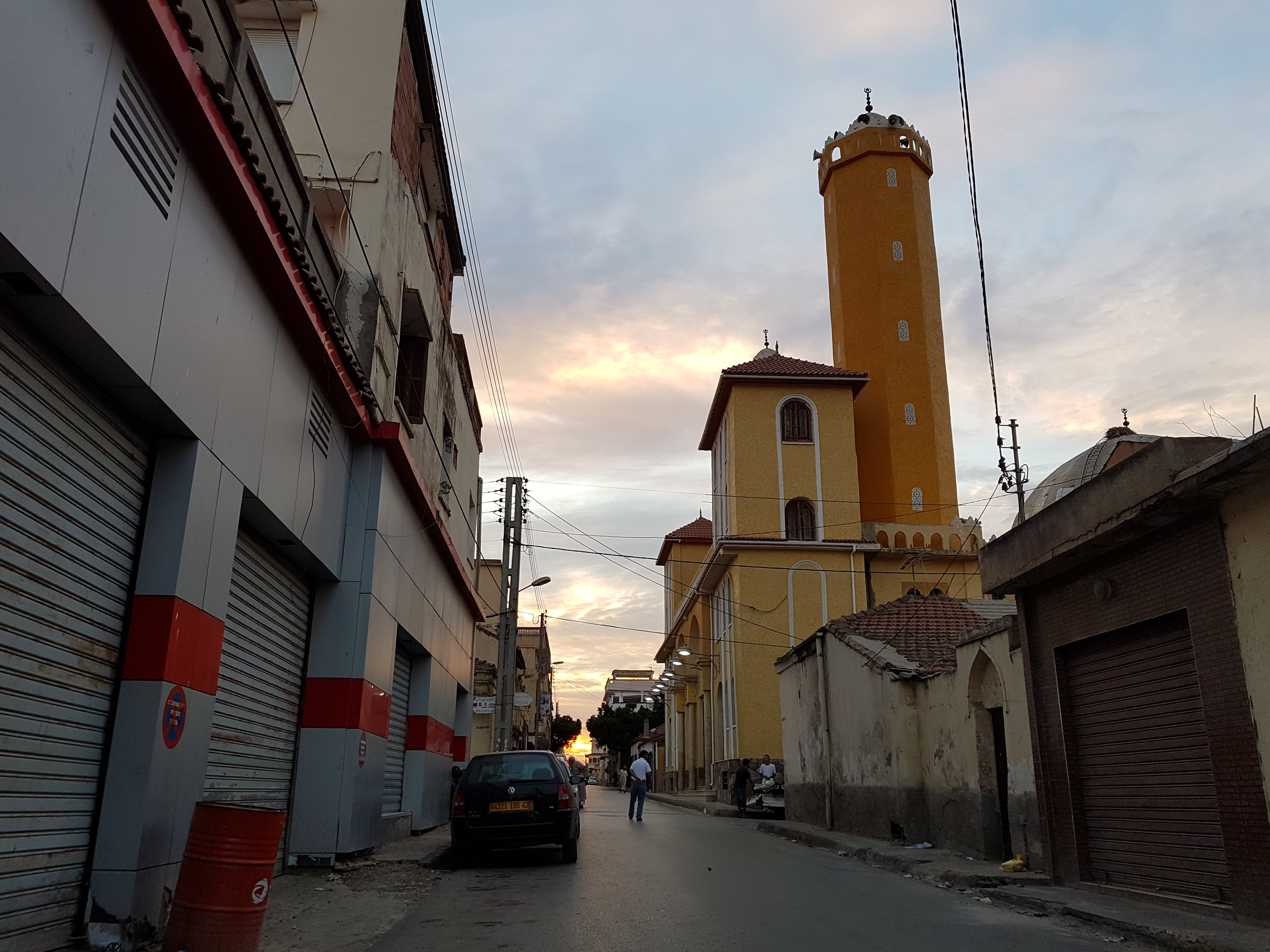

Hadjout possède huit mosquées, dont quatre se situent à Errahaba, Bouyekhsene, Bordj-Larabaa et Si-Semyani. La plus ancienne est la mosquée Khalid Ibn al-Walid édifiée à l'époque coloniale.

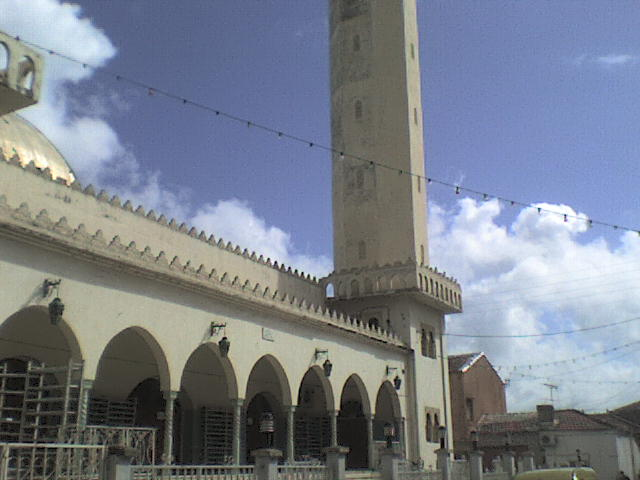
Mosquée El Houda

### Santé
Hadjout est dotée d'un hôpital de 212 lits, d'un centre de santé, de six salles de soins et d'une polyclinique.
Le centre d’hémodialyse bâti en 2004 a une capacité d’accueil de 16 lits.
La pouponnière Djenane el Kheir prend en charge les soins des nourrissons et des enfants en collectivité.
Il existe un service d’aide médicale urgente (SAMU), une agence de développement social (ADS).

### Culture
La commune compte une maison de jeunes, un centre culturel et une bibliothèque ouverts aux jeux, aux discussions, à la musique et autres activités. La bibliothèque de la ville est installée dans l'ancienne église datant de la période française.
Il existe des associations culturelles et sociales et un groupe de scout.
Albert Camus a cité la commune dans son roman L'Étranger, au premier chapitre, deuxième paragraphe: « L'asile de vieillards est à Marengo, à quatre-vingts kilomètres d'Alger ». En 1967, Luchino Visconti réalise une adaptation cinématographique. Quelques scènes ont été tournées à l'hôpital, l'église et au cimetière chrétien de Hadjout.
Dans Meursault, contre-enquête, Kamel Daoud reprend ce nom, Hadjout, qu'il met dans la bouche du narrateur relatant sa propre version du récit de Camus.

### Sport

Stade du 5-Juillet-1962.

L'infrastructure sportive de la ville se compose essentiellement d'un stade de football édifié à l'époque coloniale. Il a été réaménagé par une extension de cinq gradins et le terrain revêtu d’une pelouse plus cinq aires de jeux. La salle omnisports accueille de nombreuses compétitions sportives et elle est utilisée également comme salle de spectacle pour recevoir diverses manifestations. Elle dispose aussi d'une salle de musculation.
Les principaux clubs sportifs de Hadjout sont :
- l'USMM Hadjout Union Sportive Machaal Madinet Hadjout, club fondé en 1947 ;
- une section de tennis de table, créée en 1981 et est titrée en termes de palmarès sur le plan national[6] ;
- un club de pétanque, créé à l'époque coloniale, organisa et participa à plusieurs tournois et titré à l'échelle nationale. Ferrah Ahmed ancien, champion du monde de pétanque en 1964, ou en jeu long est né à Hadjout en 1934 et a débuté vers 1950. Vainqueur Critérium des AS 1957, il participa à 430 triplettes, 2 fois champion d'Algérie[6] ;
- un club de basketball USMM Hadjout.
- un club de handball USMM Hadjout.
- un club d'échecs évoluant en ligue 1 algérienne

## Éducation

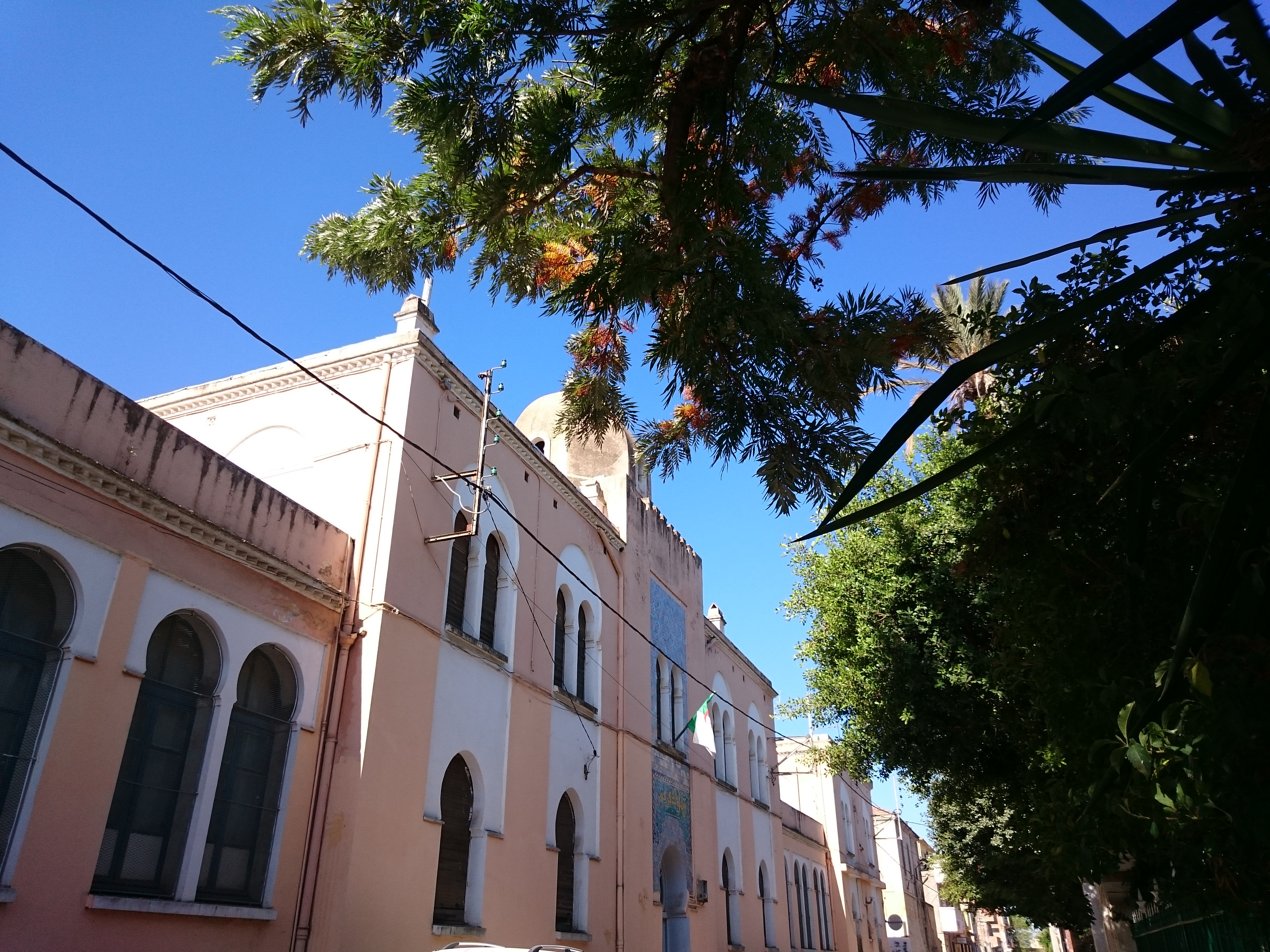
CEM Mouloud Feraoun (école du square)

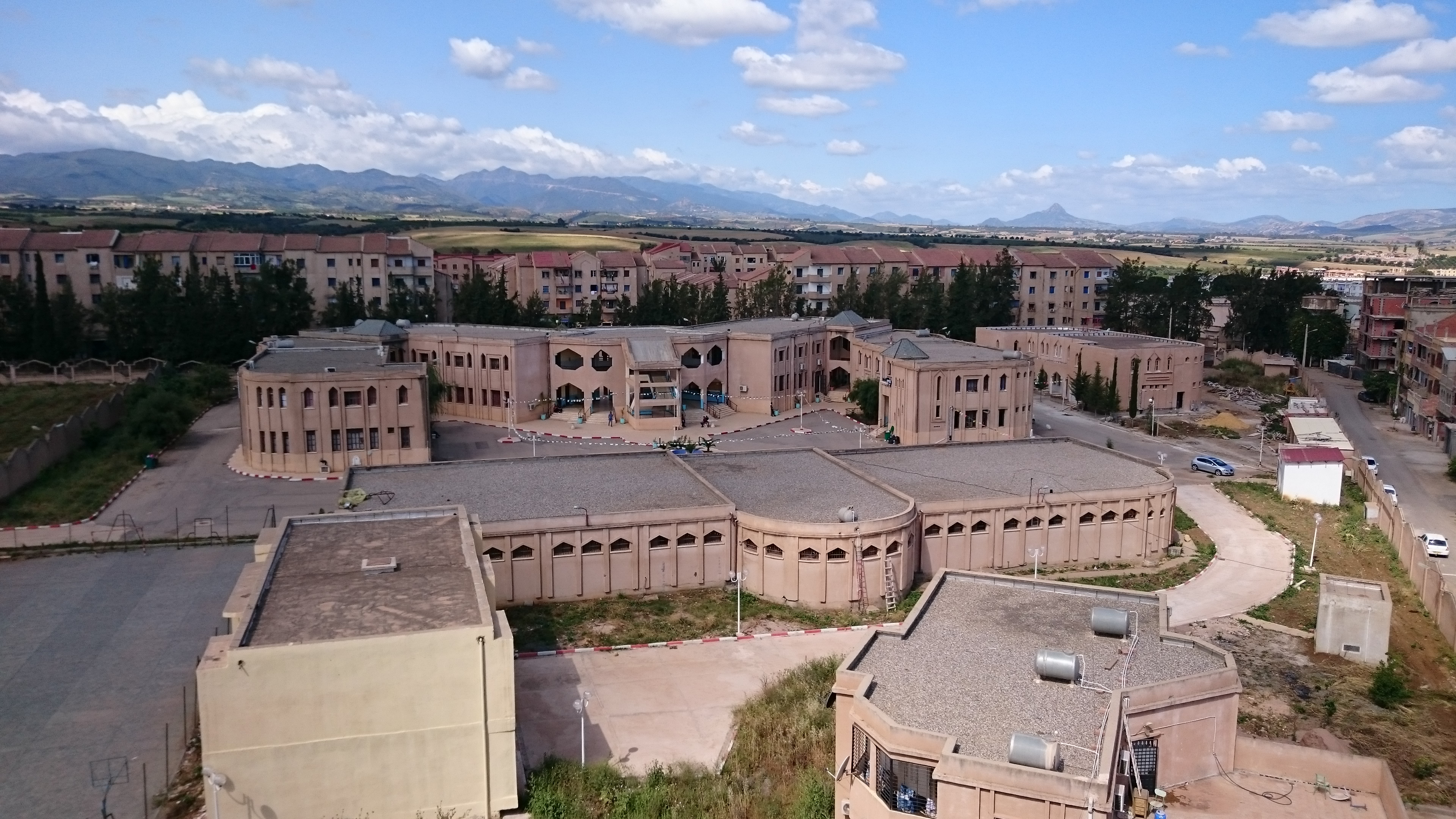
Institut national spécialisé en formation professionnelle

Hadjout compte 24 écoles d'enseignement primaire, 7 collèges d'enseignement moyen et 4 lycées d'enseignement général (dont un en construction) . Parmi ces établissements, le plus grand et ancien collège de la ville est l'actuel CEM Mouloud Feraoun (anciennement collège du Square), édifié en 1905 dans le style mauresque dit style Jonnart (du nom du gouverneur général de l’époque).
Le secteur de la formation professionnelle dispose d’un établissement de l'Institut national spécialisé en formation professionnelle (INSFP) et d'un centre de formation professionnelle et d'apprentissage (CFPA).
Une école de jeunes sourds d'une capacité de 67 places accueille des jeunes sourds âgés de 6 à 18 ans en demi-pension.

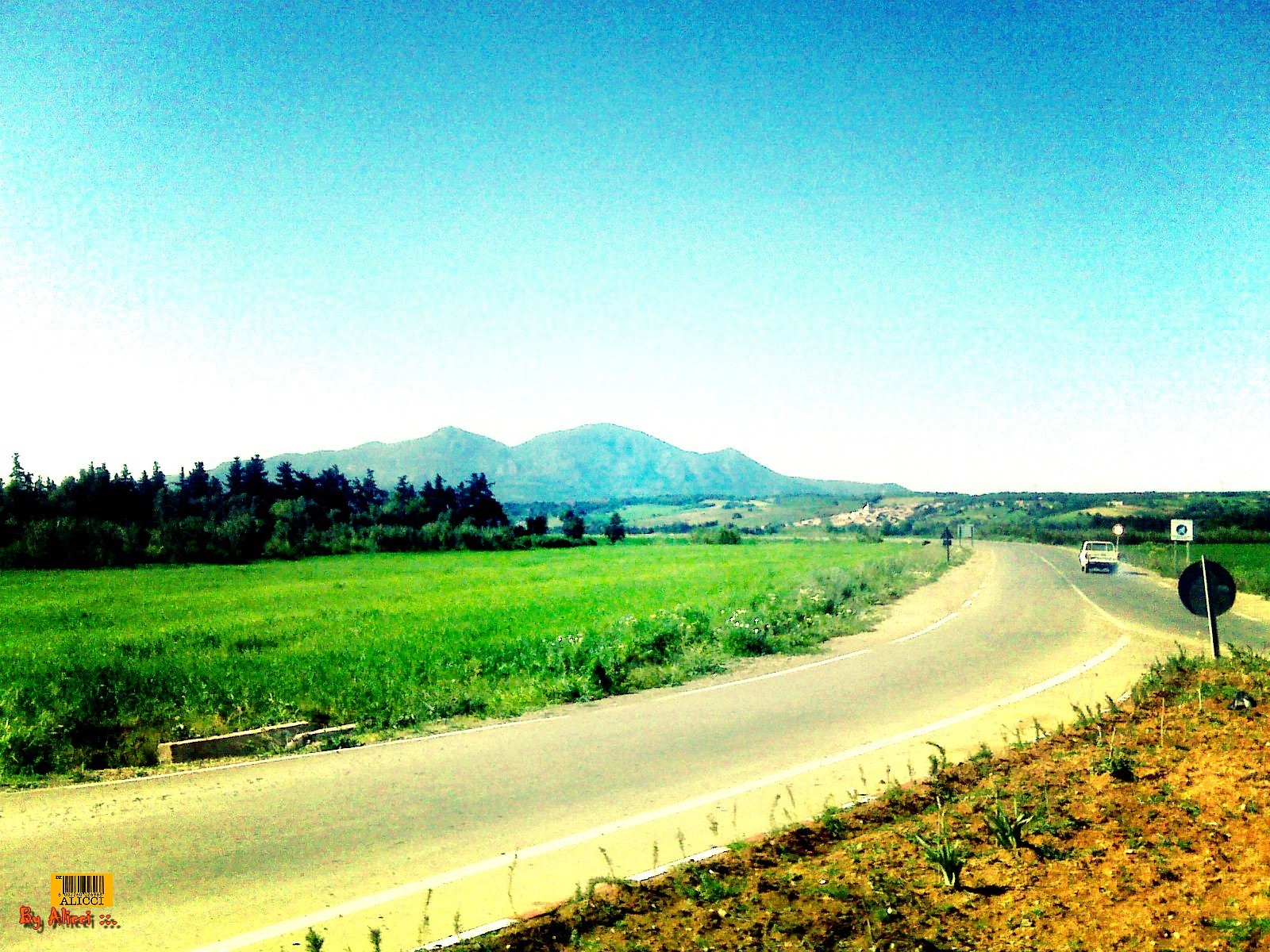
L'entrée Est de la ville de Hadjout

## Patrimoine
Le monument aux morts de la Première guerre mondiale est inauguré en 1931. Après l'Indépendance, la statue en fonte La liberté est envoyée à Paris puis offerte par André Malraux à la commune des Avirons à La Réunion, qui inaugure son propre monument aux morts seulement en 1966.

## Personnalités liées à la commune
- Nordine Tidafi (1929-1990), poète et journaliste algerien y est né.
- Annie Steiner (1928-2021), militante algérienne y est né.
- Billel Benhammouda (1997-2022), footballeur algérien y est né.

C'est à Marengo que se déroule une bonne partie du roman d'Albert Camus intitulé l'Etranger. Dans l'asile de cette localité est morte la mère de Meursault, le personnage principal du roman.

## Sources, notes et références
1. ↑  [PDF]Recensement 2008 de la population algérienne, wilaya de Tipaza, sur le site de l'ONS.
2. ↑  Coordonnées géographiques sur le site geonames.org Consulté le 22 avril 2011.
3. ↑  « Décret no 84-365 du 1er novembre 1984 fixant la composition, la consistance et les limites territoriales des communes », Journal officiel de la République algérienne démocratique et populaire, no 67,‎ 19 décembre 1984, p. 1570 (lire en ligne).
4. ↑  « Les Hadjoutes, résistants de la Mitidja », sur Djazairess (consulté le 21 janvier 2019)
5. ↑  
Atlas de l'Algérie 1830-1960, Paris, Éditions Archives & Culture, février 2011, 80 p. (ISBN 978-2-35077-157-1, présentation en ligne)
6. 1 2 3 4 5 6 7 8  « Maires de Hadjout », sur elmanchardehadjout.wordpress.com, 6 octobre 2012 (consulté le 1er septembre 2014)
7. ↑  Amirouche Lebbal, « Hadjout (Tipasa) : Une ville commerciale prospère », Horizons, no 4274,‎ 18 avril 2011, p. 6 (lire en ligne).
8. ↑  « marengo,le monument aux morts,son inauguration;http://alger-roi.fr », sur alger-roi.fr (consulté le 29 décembre 2019)
9. ↑  « Ebstein — WikiGenWeb », sur www.francegenweb.org (consulté le 29 décembre 2019)